# Geremia Giroldi
Geremia Giroldi (Varese, 8 febbraio 1954) è un ex cestista, dirigente sportivo e allenatore di pallacanestro italiano.

## Carriera
In Serie A ha vestito le maglie di Pallacanestro Milano, Brill Cagliari, Siena, Libertas Livorno e Pavia.
È stato general manager della Pallacanestro Lago Maggiore Luino,  nonché giocatore amatoriale per la Pallacanestro Verbano Luino, società di Luino. Attualmente lavora come istruttore minibasket  e allenatore delle giovanili proprio alla PVL.

## Palmarès

### Giocatore
- Serie B: 2

Pavia: 1984-85
Siena: 1989-90
- Promozione in Serie A1: 2

Libertas Livorno: 1981-82
Siena: 1990-91